# Белькувко
Белькувко (пол. Bielkówko, нім. Klein Bölkau) — село в Польщі, у гміні Кольбуди Ґданського повіту Поморського воєводства.
Населення — 1392 особи (2011).
У 1975-1998 роках село належало до Гданського воєводства.

## Демографія
Демографічна структура станом на 31 березня 2011 року:
|          | Загалом | Допрацездатний вік | Працездатний вік | Постпрацездатний вік |
| -------- | ------- | ------------------ | ---------------- | -------------------- |
| Чоловіки | 705     | 169                | 478              | 58                   |
| Жінки    | 687     | 131                | 443              | 113                  |
| Разом    | 1392    | 300                | 921              | 171                  |